# Список 72 імен на Ейфелевій вежі
Список 72 імен на Ейфелевій вежі — список із 72 імен найвидатніших французьких вчених та інженерів XVIII-XIX століть , розміщений на першому поверсі Ейфелевої вежі. Імена було викарбувано на початку XX століття під першим балконом (див. фотографію) на усіх чотирьох сторонах вежі.
Після одного із фарбувань вежі імена стали невиразні, тому в 1986-1987 роках була проведена реставрація списку.
Склад списку неодноразово піддавався критиці. В основному представлені точні науки, біологів та лікарів всього п'ятеро. Феміністські товариства вимагали увічнити Софі Жермен, але не добилися успіху. Через нестачу місця напис містить лише прізвище, через що потрібні додаткові коментарі, хто з наукової династії Карно або Беккерелів відзначений у списку. Якийсь (алфавітний, хронологічний або інший) порядок розміщення імен відсутній.

## Список

### Розміщення
Список розділений на чотири частини (для кожної сторони вежі). Сторони були названі по частині Парижа, до якої обернена сторона:
- Сторона Бурдонне (північно-східна)

- Сторона Військової школи (південно-східна)

- Сторона Грінель (південно-західна)

- Сторона Трокадеро (північно-західна)